# Zelotomys woosnami
Zelotomys woosnami е вид гризач от семейство Мишкови (Muridae). Видът не е застрашен от изчезване.

## Разпространение и местообитание
Разпространен е в Ангола, Ботсвана, Намибия и Южна Африка. Обитава места с песъчлива почва и савани.

## Описание
Теглото им е около 54,1 g. Популацията на вида е стабилна.